# Terebra irregularis
Terebra irregularis é uma espécie de gastrópode do gênero Terebra, pertencente a família Terebridae.